# Pale ale

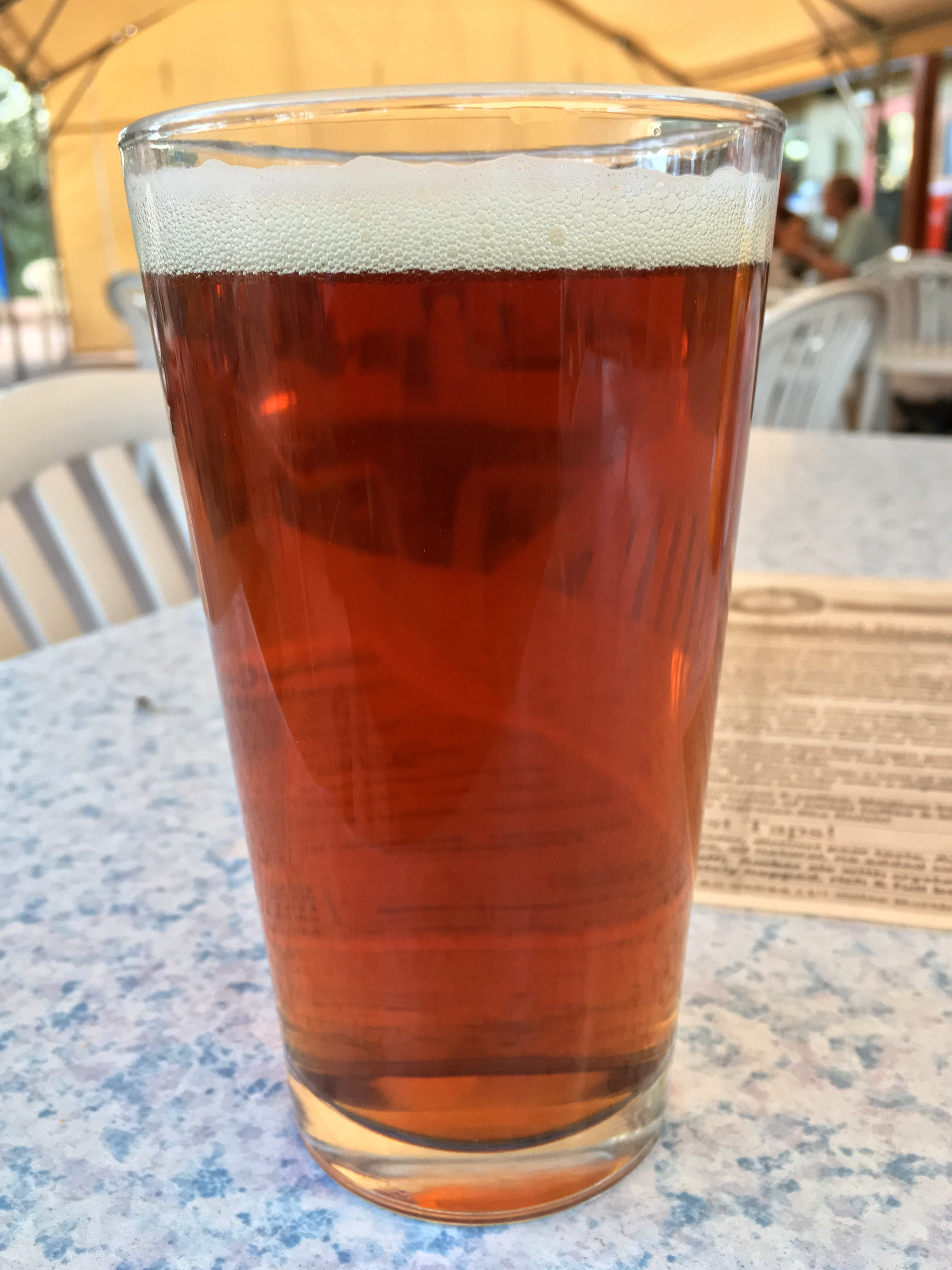
Uma pale ale americana de cor âmbar escura.

Pale ale é um estilo de cerveja de cor dourada a âmbar fabricada com malte claro. O termo apareceu pela primeira vez na Inglaterra por volta de 1703 para cervejas feitas de maltes torrados com coque com alto teor de carbono, o que resultou em uma cor mais clara do que outras cervejas populares na época. Diferentes práticas de fabricação de cerveja e quantidades de lúpulo resultaram em uma variedade de sabores e intensidades dentro da família pale ale.

## História
O coque foi usado pela primeira vez para torrar malte a seco em 1642, mas foi somente por volta de 1703 que o termo "pale ale" foi aplicado pela primeira vez a cervejas feitas com esse malte. Em 1784, apareceram anúncios na Calcutta Gazette sobre a pale ale "leve e excelente".
Em 1830, as expressões "bitter" e "pale ale" eram sinônimas. As cervejarias tendiam a designar as cervejas como "pale ales", embora os clientes normalmente se referissem às mesmas cervejas como "bitters". Acredita-se que os clientes usavam o termo "bitter" para diferenciar essas pale ales de outras cervejas com menos lúpulo, como as porters e as milds.
Em meados e no final do século XX, enquanto os fabricantes de cerveja ainda rotulavam as cervejas engarrafadas como "pale ales", eles começaram a identificar as cervejas de barril como "bitters", exceto as de Burton on Trent, que tendem a ser chamadas de "pale ales".

## Tipos
Diferentes práticas de fabricação de cerveja e níveis de lúpulo resultaram em uma variedade de sabor e força dentro da família das pale ales.

### Amber ale

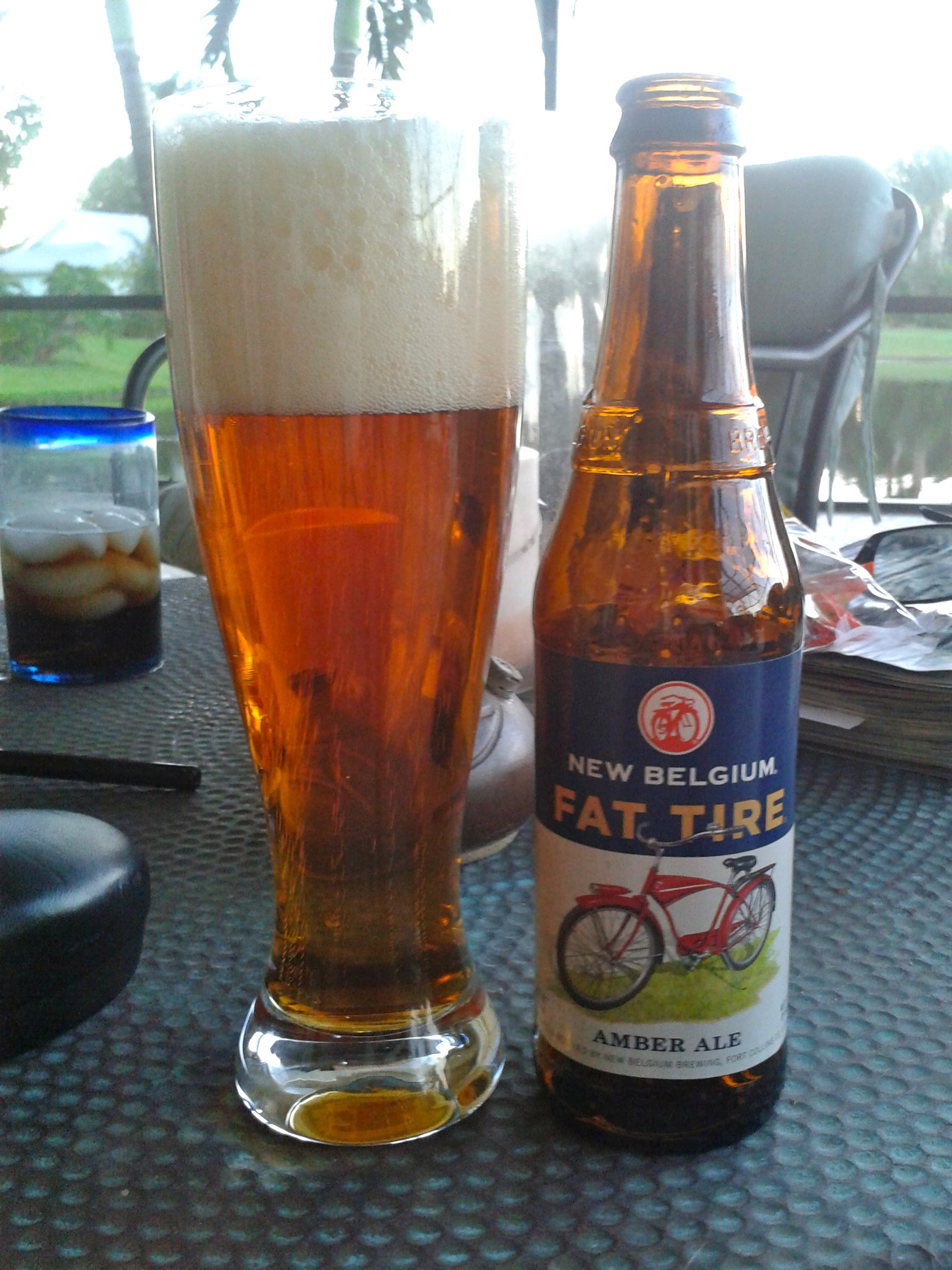
Uma cerveja amber americana de cor âmbar mais clara.

A Collier Brothers of London solicitou o registro da marca registrada "The Amber Ale" no Reino Unido em 1876 e a marca registrada foi mantida por meio de mudanças de propriedade até expirar como UK00000009744 em 2002. Era uma "pale ale pura e delicadamente lupulada" posicionada entre a light bitter e a IPA. Desde a expiração da marca registrada, algumas bitters britânicas tradicionais foram rebatizadas como "amber ales", em alguns casos para distingui-las das golden ales vendidas sob a mesma marca, por exemplo, Shepherd Neame Spitfire.
Amber ale é um termo emergente usado na Austrália, França (como "ambrée"), Bélgica, Holanda e América do Norte para pale ales fabricadas com uma proporção de malte âmbar e, às vezes, malte cristal para produzir uma cor âmbar, geralmente variando de cobre claro a marrom claro. Uma pequena quantidade de malte cristal ou outro malte colorido é adicionada à base da pale ale para produzir uma cor ligeiramente mais escura, como em algumas pale ales irlandesas e britânicas. Na França, o termo "ambrée" é usado para designar uma cerveja, fermentada a frio ou a quente, de cor âmbar: a cerveja, como na Pelforth Ambrée e na Fischer Amber, pode ser uma Vienna lager ou pode ser uma bière de garde, como na Jenlain Ambrée. Na América do Norte, os lúpulos de variedade americana são usados em amber ales com graus variados de amargor, embora poucos exemplos sejam particularmente lupulados. O diacetil é pouco percebido ou é ausente em uma amber ale.

### American Pale Ale

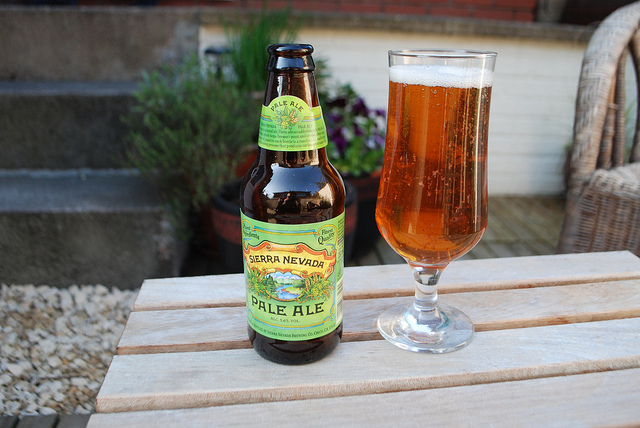
Sierra Nevada Pale Ale, uma pale ale americana prototípica.

A Anchor Liberty Ale, uma cerveja de 6% de teor alcoólico originalmente produzida pela Anchor Brewing Company como uma cerveja especial em 1975 para comemorar a "Cavalgada da Meia-Noite" de Paul Revere em 1775, foi considerada por Michael Jackson (crítico e escritor de bebidas) como a primeira cerveja americana moderna. Fritz Maytag, o proprietário da Anchor, visitou cervejarias britânicas em Londres, Yorkshire e Burton upon Trent, obtendo informações sobre pale ales robustas, que ele aplicou quando fez sua versão americana, usando apenas malte em vez da combinação de malte e açúcar comum na fabricação de cerveja naquela época, e fazendo uso proeminente do lúpulo americano Cascade. Em 1983, ela já era comumente encontrada.
A cervejaria considerada a primeira a usar com sucesso quantidades significativas de lúpulo americano no estilo notadamente lupulado de uma American pale ale (APA) e a usar o nome específico "pale ale" foi a Sierra Nevada Brewing Company. Ela produziu o primeiro lote experimental da Sierra Nevada pale ale em novembro de 1980, distribuindo a versão final em março de 1981. Outros pioneiros de pale ale americana com lúpulo são Jack McAuliffe, da New Albion Brewing Company, e Bert Grant, da Yakima Brewing.
As pale ales americanas geralmente têm cerca de 5% de teor alcoólico. Embora as cervejas fabricadas nos Estados Unidos tendam a usar uma levedura mais limpa e malte americano de duas fileiras, é o uso de lúpulo americano forte, em particular, que distingue uma APA de uma pale ale britânica ou europeia. O estilo se aproxima da India pale ale (IPA) americana, e as fronteiras se confundem, embora as IPAs sejam mais fortes e mais lupuladas. O estilo também se aproxima da amber ale, embora estas sejam mais escuras e maltadas devido ao uso de maltes cristal.

### Bière de garde

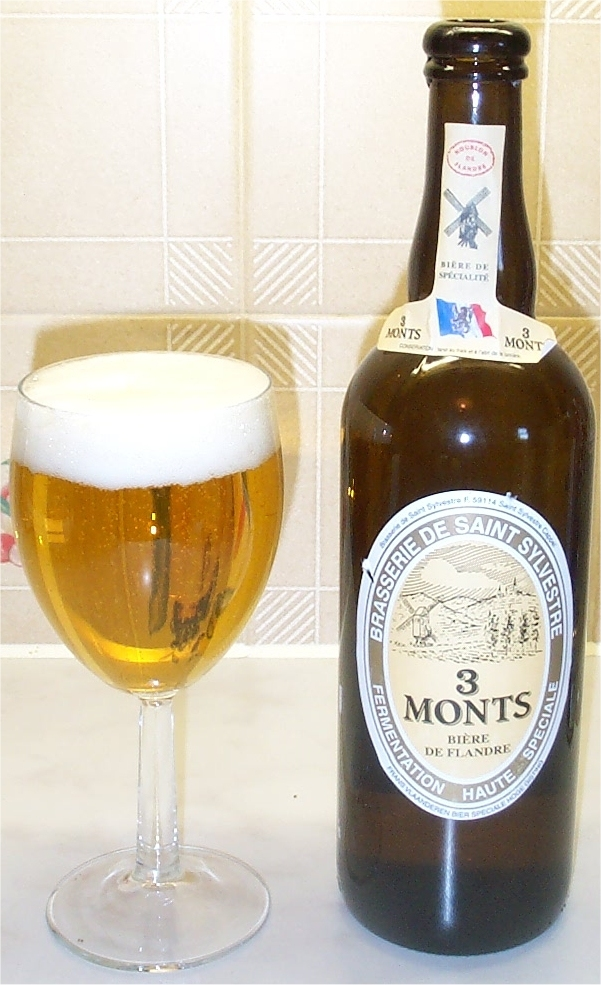
Uma bière de garde.

Bière de garde, ou "cerveja de guarda", é uma pale ale tradicionalmente fabricada na região de Nord-Pas-de-Calais, na França. Essas cervejas eram geralmente fabricadas em casas de fazenda no inverno e na primavera, para evitar problemas imprevisíveis com a levedura durante o verão.
A origem do nome está na tradição de que ela era maturada ou armazenada em uma adega por um período de tempo depois de engarrafada (a maioria era vedada com uma rolha), para ser consumida no final do ano, semelhante a uma saison.
Entre as "bières de garde" mais conhecidas na França estão a Brasserie de Saint-Sylvestre, Trois Monts, Brasseurs Duyck, Jenlain e Brasserie La Choulette, ambrée.

### Blonde
As cervejas blondes são de cor muito clara. O termo "blonde" para cervejas claras é comum na Europa e na América do Sul, especialmente na França, Itália, Bélgica, Holanda, Reino Unido e Brasil, embora as cervejas não tenham muito em comum além da cor. As blondes tendem a ser claras, nítidas e secas, com amargor e aroma baixos a médios do lúpulo e alguma doçura do malte. Pode ser percebido o sabor frutado dos ésteres e um corpo mais leve devido à maior carbonatação.
No Reino Unido, as ales douradas (golden) ou de verão (Summer) foram desenvolvidas no final do século XX pelas cervejarias para competir com o mercado de pale lager. Uma golden ale típica tem aparência e perfil semelhantes aos de uma pale lager. O caráter do malte é moderado e o perfil do lúpulo varia de picante a cítrico; os lúpulos comuns incluem Styrian Golding e Cascade. O teor alcoólico está na faixa de 4% a 5%. O estilo do Reino Unido é atribuído a John Gilbert, proprietário da Hop Back Brewery, que desenvolveu a Summer Lightning em 1989, que ganhou vários prêmios e inspirou inúmeros imitadores.
As Belgian blondes (belgas) geralmente são feitas com malte pilsner. Alguns autores de cerveja consideram as blonde e golden ales como estilos distintos, enquanto outros não. A Duvel é uma blonde ale belga típica e uma das cervejas engarrafadas mais populares do país, além de ser bem conhecida internacionalmente.

### Burton pale ale
No final da segunda metade do século XIX, a receita da pale ale foi colocada em uso pelos cervejeiros de Burton upon Trent, principalmente Bass. As ales de Burton eram consideradas de qualidade particularmente alta devido à sinergia entre o malte e o lúpulo em uso e a química da água local, especialmente a presença de gesso. Burton manteve o domínio absoluto na fabricação de pale ale até que um químico, C. W. Vincent, descobriu o processo de burtonização para reproduzir a composição química da água de Burton upon Trent, dando a qualquer cervejaria a capacidade de fabricar pale ale.

### English pale ale

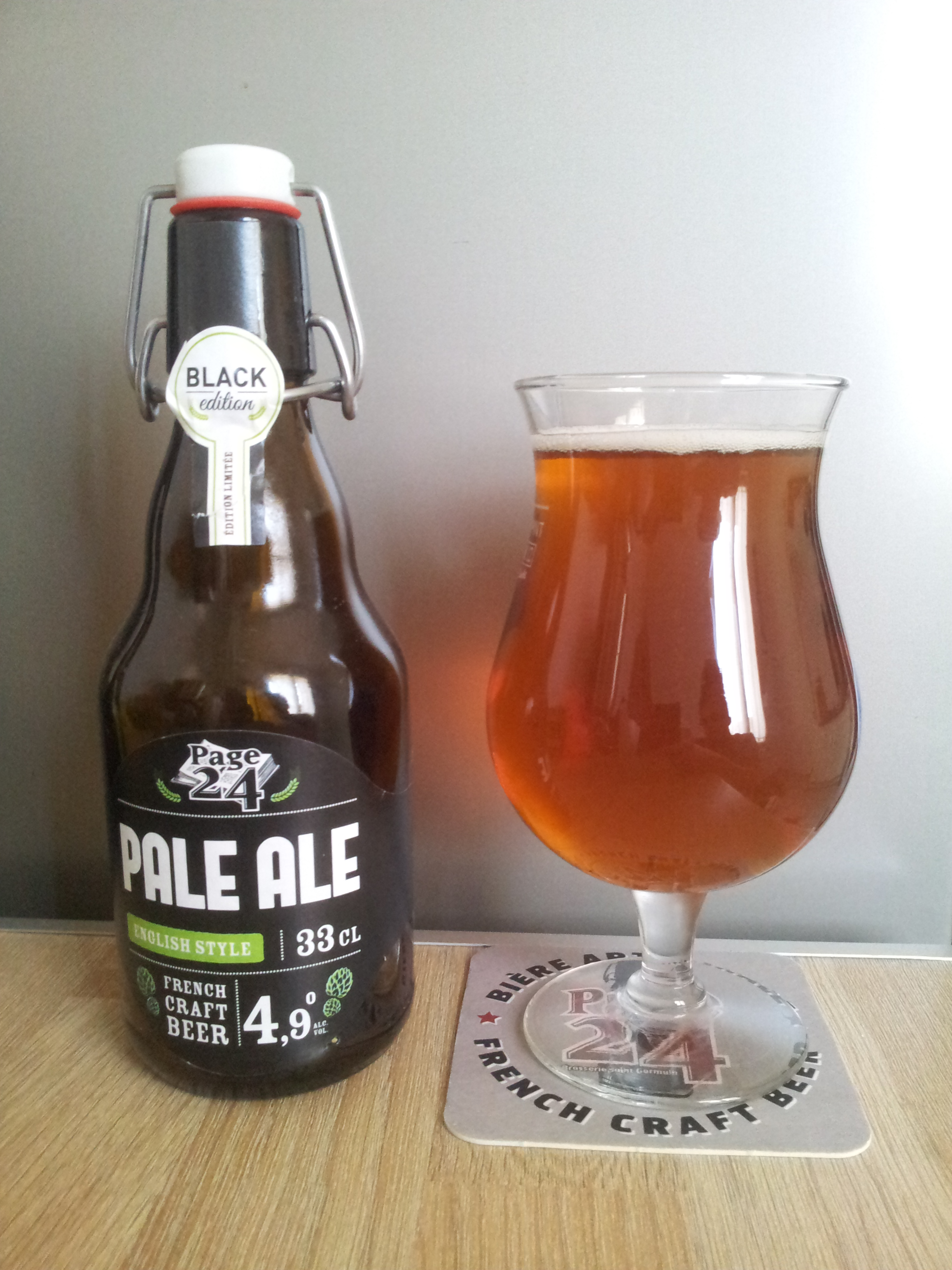
Uma versão artesanal francesa de uma pale ale de estilo inglês.

A expressão "English bitter" apareceu pela primeira vez no início do século XIX, como parte do desenvolvimento e da disseminação da pale ale. As cervejarias tendiam a designar as cervejas como "pale ales", embora os clientes normalmente se referissem às mesmas cervejas como "bitters". Acredita-se que os clientes usavam o termo "bitter" para diferenciar essas pale ales de outras cervejas com menos lúpulo. Os consumidores tendem a agrupar livremente os bitters modernos em "session" ou bitters "comuns" (até 4,1% de teor alcoólico), "best" ou bitters "especiais" (entre 4,2% e 4,7%  teor alcoólico) e bitters "fortes" (4,8% ou mais de teor alcoólico).

### India pale ale(IPA)
A India pale ale (IPA) é um estilo de pale ale desenvolvido na Inglaterra para ser exportado para a Índia. O primeiro uso conhecido da expressão "India pale ale" está em um anúncio publicado no Sydney Gazette e New South Wales Advertiser em 27 de agosto de 1829.
A Worthington White Shield, originária de Burton upon Trent, é uma cerveja considerada parte do desenvolvimento da India pale ale.
A cor de uma IPA pode variar de um dourado claro a um âmbar avermelhado.

### Irish red ale
O termo "Irish red ale" foi popularizado nos Estados Unidos e posteriormente exportado para o mundo todo. As variantes adicionais "red ale", "Irish ale" (irlandês: leann dearg,) e "Irish red" passaram a ser usadas pelos cervejeiros principalmente na Irlanda e nos Estados Unidos. Smithwick's e Kilkenny são exemplos típicos de Irish red ale comercial fabricada em escala macro. Há muitos outros exemplos menores e artesanais, como O'Hara's, Sullivan's, Murphy's, Porterhouse e Franciscan Well.
As Irish red ales são caracterizadas por seu perfil de malte e normalmente têm um sabor doce, de caramelo ou toffee, baixo amargor e cor âmbar a vermelha ("red")- daí o nome.
Os fabricantes de cerveja irlandeses têm adotado cada vez mais o termo Irish red ale para distinguir suas cervejas nos mercados nacional e internacional. Nos Estados Unidos, o nome também pode ser usado simplesmente para descrever uma cerveja âmbar mais escura, ou o termo abreviado "Irish Red" aplicado a uma cerveja "avermelhada" fabricada como uma lager e com corante caramelo - por exemplo, a Killian's Irish Red.

### Strong pale ale
As strong pale ales são cervejas feitas predominantemente com maltes claros e têm um teor alcoólico que pode começar em torno de 5%, embora normalmente seja de 7 ou 8%, e que pode chegar a 12%, embora alguns fabricantes de cerveja tenham aumentado o teor alcoólico para produzir cervejas novas. Em 1994, a Hair of the Dog Brewing Company produziu uma strong pale ale com um álcool por volume de 29%. Em 2010, a Brewdog lançou a "Sink the Bismarck!", uma pale ale com 41% de álcool, que é mais forte do que as bebidas destiladas típicas dos EUA (com 40%).

## Festivais de cerveja epale ales
Os festivais de cerveja oferecem uma plataforma para a apresentação de uma gama diversificada de pale ales de todo o mundo, incluindo as variedades tradicionais inglesas e americanas. Esses eventos oferecem aos visitantes a oportunidade de provar e comparar diferentes estilos de pale ales, ao mesmo tempo em que promovem as cervejarias artesanais e incentivam a experimentação de novas receitas de pale ales. De acordo com um artigo no site do Beer Council, as variações regionais de pale ales ganharam popularidade, com as cervejas inglesas se concentrando mais nos sabores de malte e as versões americanas apresentando o sabor mais forte do lúpulo das variedades de lúpulo dos EUA, como notas cítricas e de pinho.